# Ítélet (Agatha Christie-színdarab)
Az Ítélet (Verdict) Agatha Christie 1958-ban bemutatott színdarabja. A mű ősbemutatóját 1958 májusában tartották a londoni a West Enden, a Strand Theatre-ben. Az Ítélet nem a szokásos Christie-féle krimi, hanem sokkal inkább egy pszichológiai thriller, mely a kapcsolatok és az erkölcsi filozófia mélységeit boncolgatja. Egyike azoknak a kevés Christie-színdaraboknak, melyet az írónő egyből és kifejezetten színpadra írt, és nem egy már meglévő történet átdolgozása.
A színdarabot 2010-ben az Európa Könyvkiadó is kiadta a Négy színmű című kötet részeként Upor László fordításában.
Színpadon Magyarországon még nem került bemutatásra.

## Szereplők
- Lester Cole
- Mrs. Roper
- Lisa Koletzky
- Karl Hendryk professzor
- Dr. Stoner
- Anya Hendryk
- Helen Rollander
- Sir William Rollander
- Ogden felügyelő
- Pearce rendőrőrmester

## Szinopszis
Ez az Agatha Christie darab kakukktojás: noha van benne gyilkosság, gyilkos és bírósági tárgyalás, valójában lélektani dráma. Az ismert tudós tolószékhez kötött feleségével és kettejüket ellátó unokahúgával él. Bár szegények, igyekszik segíteni tehetséges tanítványait. Az egyik tanítvány azonban nemcsak tehetséges, hanem szép, gazdag, fiatal nő is. Mi lehet egy ilyen háromszög (vagy négyszög) megoldása?